# Wairikithake River
Wairikithake River är ett vattendrag i Fiji.   Det ligger i divisionen Norra divisionen, i den nordöstra delen av landet, 210 km nordost om huvudstaden Suva. Wairikithake River ligger på ön Vanua Levu.